# Flickingeria flabelliformis
Flickingeria flabelliformis là một loài thực vật có hoa trong họ Lan. Loài này được (Schltr.) A.D.Hawkes mô tả khoa học đầu tiên năm 1965.